# Jacques-Théodore Parisot
 (mai 2016).
Si vous disposez d'ouvrages ou d'articles de référence ou si vous connaissez des sites web de qualité traitant du thème abordé ici, merci de compléter l'article en donnant les références utiles à sa vérifiabilité et en les liant à la section « Notes et références ».
Pour les articles homonymes, voir Parisot.
Jacques-Théodore Parisot (20 mai 1783 - 21 novembre 1840) est historiographe de la marine française, fondateur et chef de la Section historique du ministère de la Marine

## Biographie
Né à Paris le 20 mai 1783, Jacques-Théodore Parisot entre provisoirement à l'École polytechnique, et s'engage très jeune dans la Marine. Nommé enseigne entretenu en septembre 1805, il servit à la flottille de Boulogne. Capitaine adjudant major du 2e régiment de la flottille en 1807, il participa en 1809 aux opérations de Walcheren. Lieutenant de vaisseau en 1812, il se distingua à la défense d'Helvoet-Sluys en 1813 et l'année suivante au bombardement d'Anvers. Révoqué sans pension avec un an de solde en 1816 en raison de son attitude pendant les Cent jours, il passa le brevet de capitaine au long cours et fit du journalisme. Rédacteur du Courrier , il se qualifiait d'écrivain constitutionnel. Bilingue et doué d'une grande érudition, il traduit également de grands auteurs britanniques, tels que Lord Byron ou Walter Scott. Il rentra en grâce à la fin de la Restauration puisque, outre sa nomination à la tête de la Section historique, il reçut la croix de Saint-Louis le 30 octobre 1829. Parisot mourut le 21 novembre 1840, dans son appartement 9 place Dauphine. 

## Travaux et publications
- Victoires, Conquêtes, Désastres, Revers et Guerres civiles des Français, de 1792 à 1815 - partie maritime par J.T. Parisot, ancien officier de la marine impériale fondateur et chef de la Section historique du ministère de la Marine - Éditeur C.L.F. Panckoucke, 1819
- De la manière d'envisager la guerre maritime de 1778 à 1783, dite guerre d'Amérique par J.T. Parisot, chef de la Section historique du Dépôt de la Marine  - Travaux de la Section historique du Dépôt de la Marine - Juillet 1829

Traduction de l’anglais.
- Florence Macarty, par Lady Morgan, 1819
- Le château de Kenilworth, par Walter Scott, 1821
- Voyage aux États-Unis d’Amérique, par Miss Wright, 1822
- Elemens d’économie politique, par J. Mill, 1823
- Lettres de Junius, 1823
- Mémoires autographes de D. Augustin Iturbe, ex empereur du Mexique, par J. Quin, 1824
- Correspondance de Lord Byron, 1825
- Relation de l’expédition de Lord Byron en Grèce, 1825
- Mémoire de la margrave d’Anspach, 1826
- Mémoire sur la vie privée, politique et littéraire de R. Brinsley-L’héridan, par T. Moore, 1826
- Relation du capitaine Maitland, ex commandant du Bellérophon, concernant l’embarquement de Napoléon, 1826